# St. Mauritius (Muthmannshofen)

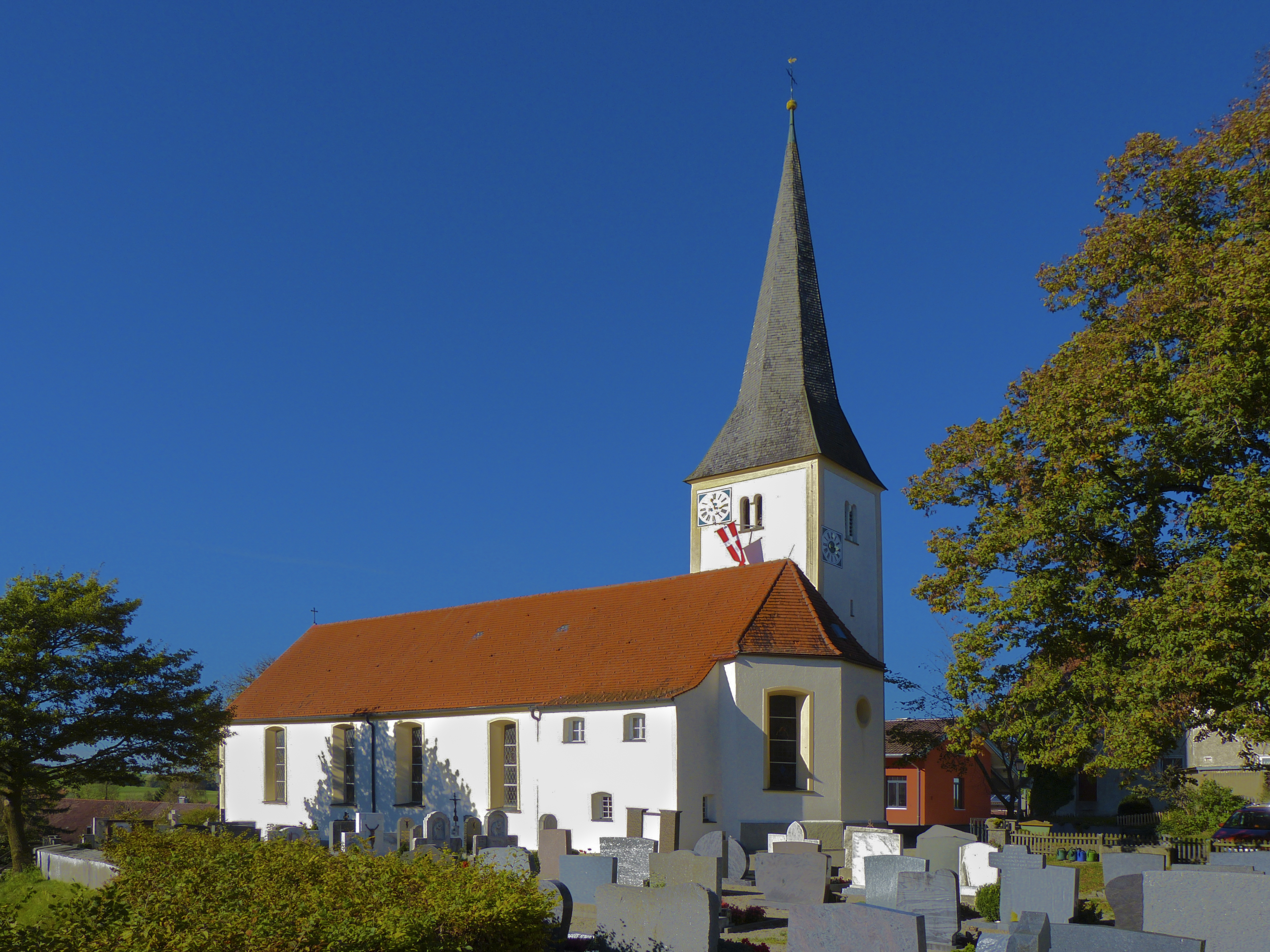
Kirche St. Mauritius in Muthmannshofen

Die katholische Pfarrkirche St. Mauritius befindet sich in Muthmannshofen, einem Ortsteil der Gemeinde Altusried im Landkreis Oberallgäu in Bayern. Das um 1710 umgebaute Kirchengebäude steht unter Denkmalschutz.

## Geschichte
Vermutlich bereits im 13. Jahrhundert wurde an der Stelle eines ehemaligen Burgstalles eine Pfarrkirche in Muthmannshofen errichtet. Im Jahr 1166 werden die Herren von Muthmannshofen noch genannt, welche zur Herrschaft Hohenthann gehören. Im 15. Jahrhundert war die Kirche in einem sehr schlechten Zustand, was 1481 zur Sammlung von Geld für die Instandsetzung veranlasste. 1502 kam die Kirche an das Fürststift Kempten. Ein Umbau erfolgte 1710, die Aufstockung des Kirchturms 1890. Das Langhaus wurde 1907/1913 verlängert. Aus dieser Zeit stammt auch der Stuck. Im Zuge einer Innenrestaurierung wurden 1952 an der Sockelzone Spuren von Tier- und Rankenbemalung aufgedeckt.

## Baubeschreibung
Das Kirchengebäude liegt innerhalb der Ortschaft, vom Friedhof umgeben, am östlichen Rand und ist ebenso nach Osten ausgerichtet. Das Langhaus besitzt fünf stichbogige Fensterachsen. Durch den runden Chorbogen schließt sich der eingezogene und dreiseitig geschlossene Chor an. An den Schrägseiten befinden sich, wie im Langhaus, Stichbogenfenster. Eine Oratorienöffnung führt im südlichen Chorwinkel in das Obergeschoss der 1907 erneuerten Sakristei. Sowohl im Langhaus wie auch im Chor ist eine Flachdecke über einer Kehle angebracht. Diese wurde 1913 stuckiert und mit Fresken ausgestattet. Im nördlichen Chorwinkel erhebt sich der quadratische aus Rollsteinen errichtete Kirchturm. Das Glockengeschoss wurde im 19. Jahrhundert aus Ziegelsteinen erbaut. Der modern verputzte Kirchturm verfügt über Ecklisenen. Im Erdgeschoss ist an der Nordseite ein Fenster in einer Stichbogennische eingelassen.

## Ausstattung

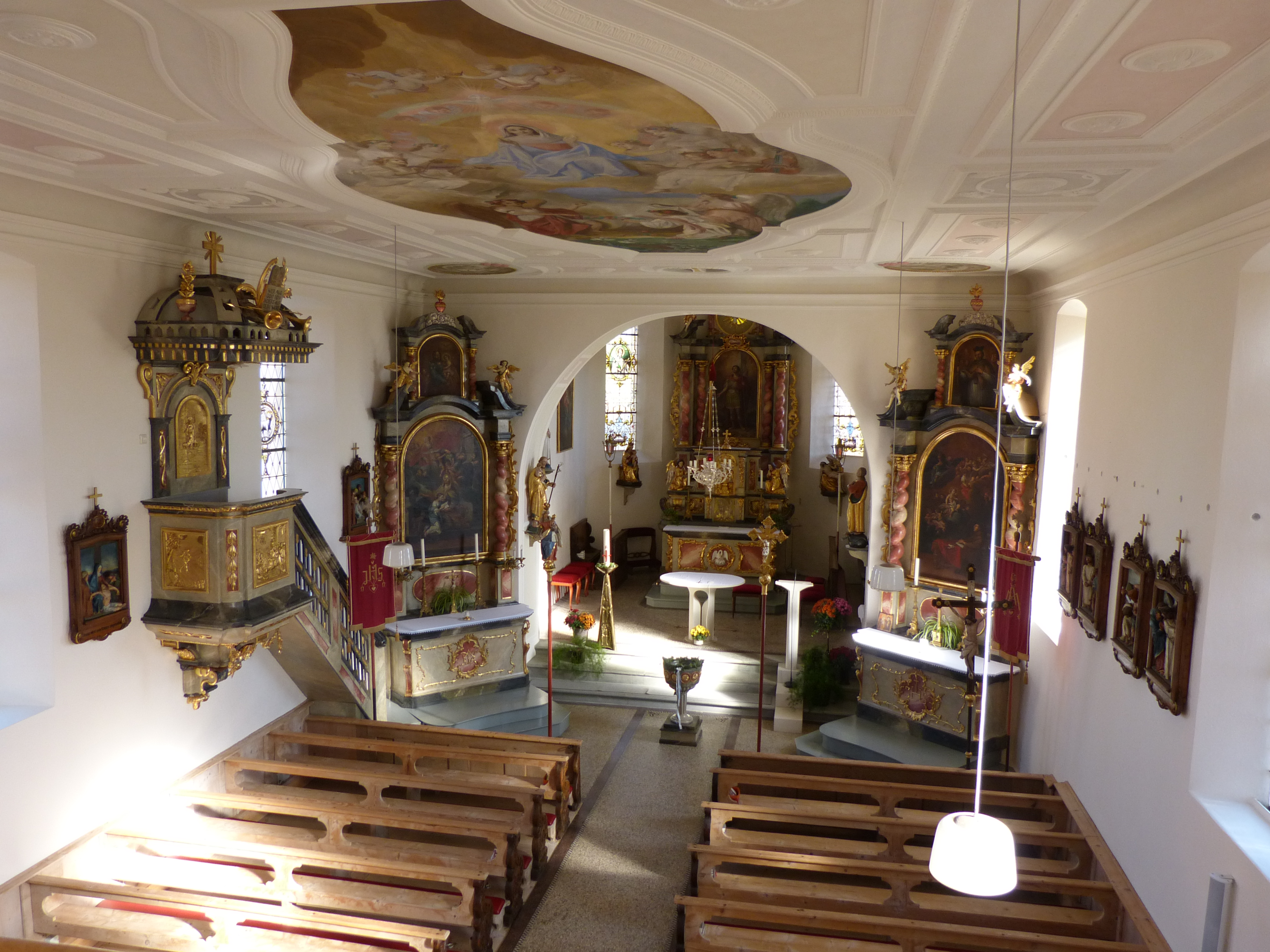
Innenansicht

Der Hochaltar und die beiden Seitenaltäre bestehen aus marmorierten Holzaufbauten aus der Zeit um 1710. Das Altarbild des Hochaltares mit einem Gemälde des heiligen Mauritius wird von zwei gedrehten Säulen flankiert. Geschweifte Giebelstücke und kleine gedrehte Säulen bilden den Auszug des Hochaltares. Auf den Giebelstücken befinden sich vier Rokokoengel. Die Darstellung der Heilig-Geist-Taube in der Mitte wird durch ein Kreisfenster in der Apsis beleuchtet. Der Aufbau der Seitenaltäre folgt dem Muster des Hochaltares. Die zentralen Altarbilder von 1710 werden von einem paar gedrehter Säulen flankiert, ebenso die kleineren Bilder im Auszug darüber. Auf dem Gemälde des linken Seitenaltares sind Mutter Anna und Maria dargestellt, im Auszug der heilige Josef. Der rechte Seitenaltar stellt im Altarbild den heiligen Antonius und im Auszug den heiligen Johannes von Nepomuk dar.
Die klassizistische Kanzel von circa 1810 ist in ihrem Aufbau der Kanzel von St. Martin in Kreuzthal verwandt. Der Kanzelkorb ist rechteckig und stellt in vergoldeten Reliefs die Bergpredigt, den Sämann und an der Rückwand den Guten Hirten dar. Auf der Unterseite des kannelierten Schalldeckels ist eine Heilig-Geist-Taube angebracht. Auf dem Schalldeckel sind die 10 Gebote dargestellt.
Um das Jahr 1810 wurde der hölzerne, marmorierte Taufstein geschaffen. Die Stuhlwangen von etwa 1710 besitzen ein Akanthusrankenrelief. Zusätzlich befinden sich noch mehrere gefasste Holzfiguren in der Kirche, so ein Kruzifix aus dem Ende des 18. Jahrhunderts sowie zwei bäuerliche Barockfiguren des heiligen Josef und der Immakulata. Die Tragestange mit der Muttergottes stammt aus der Mitte des 18. Jahrhunderts.

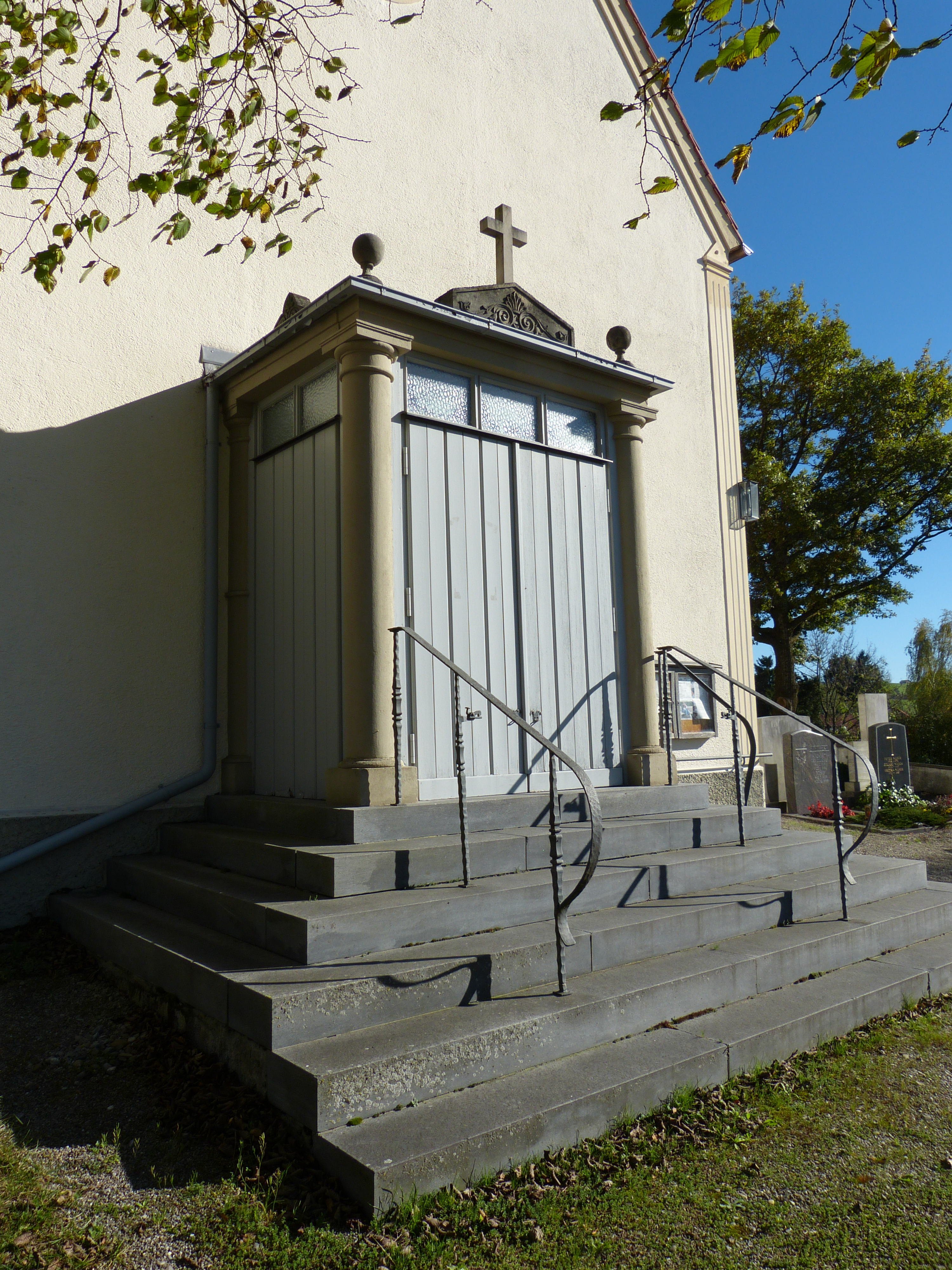
Eingang zur Kirche
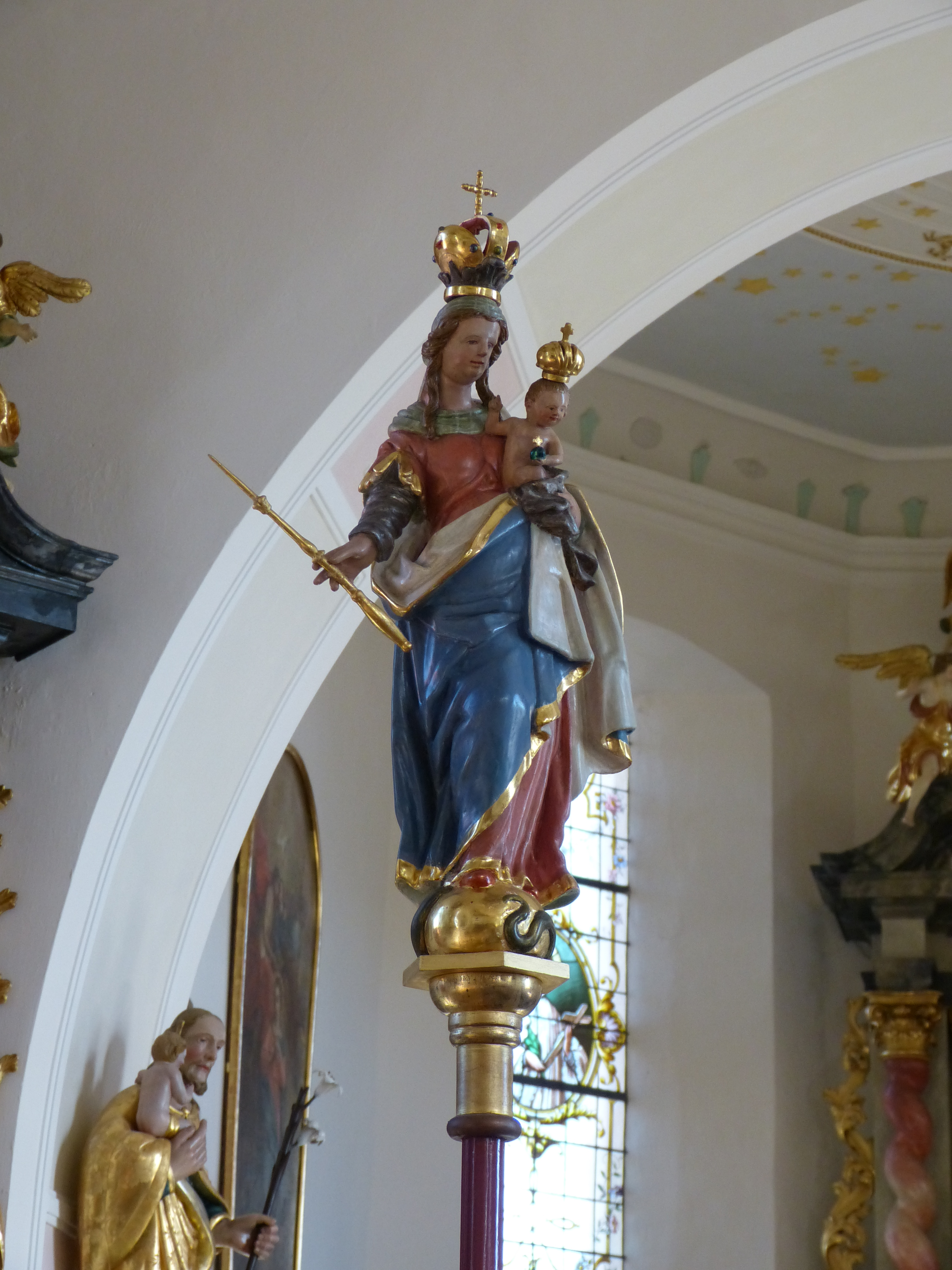
Prozessionsstange mit Muttergottes, 18. Jahrhundert
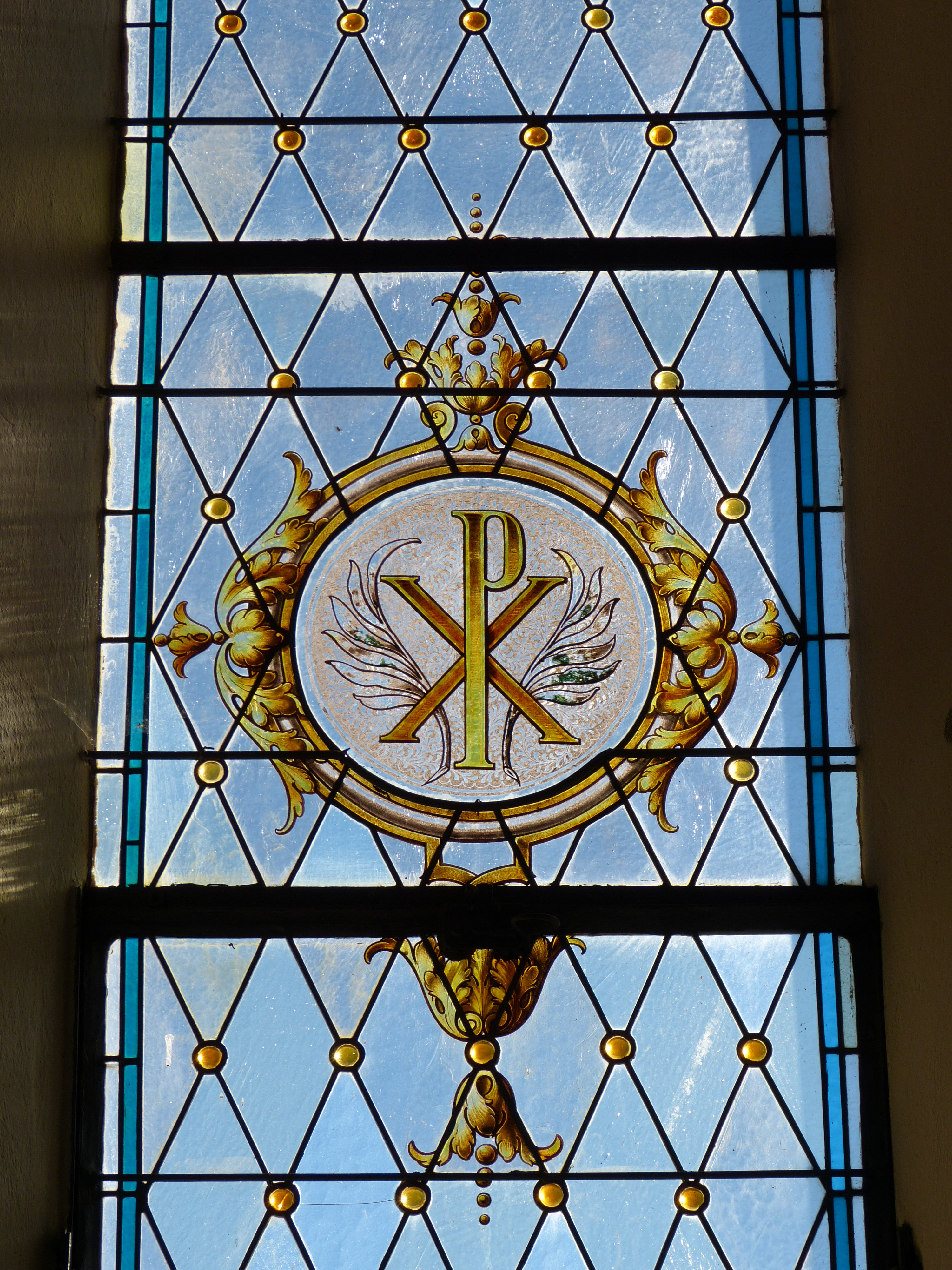
Glasfenster mit Christusmonogramm